# Mesochorus surinamensis
Mesochorus surinamensis är en stekelart som beskrevs av Dasch 1974. Mesochorus surinamensis ingår i släktet Mesochorus och familjen brokparasitsteklar. Inga underarter finns listade i Catalogue of Life.